# Llista de governadors de Tamaulipas

Escut de Tamaulipas

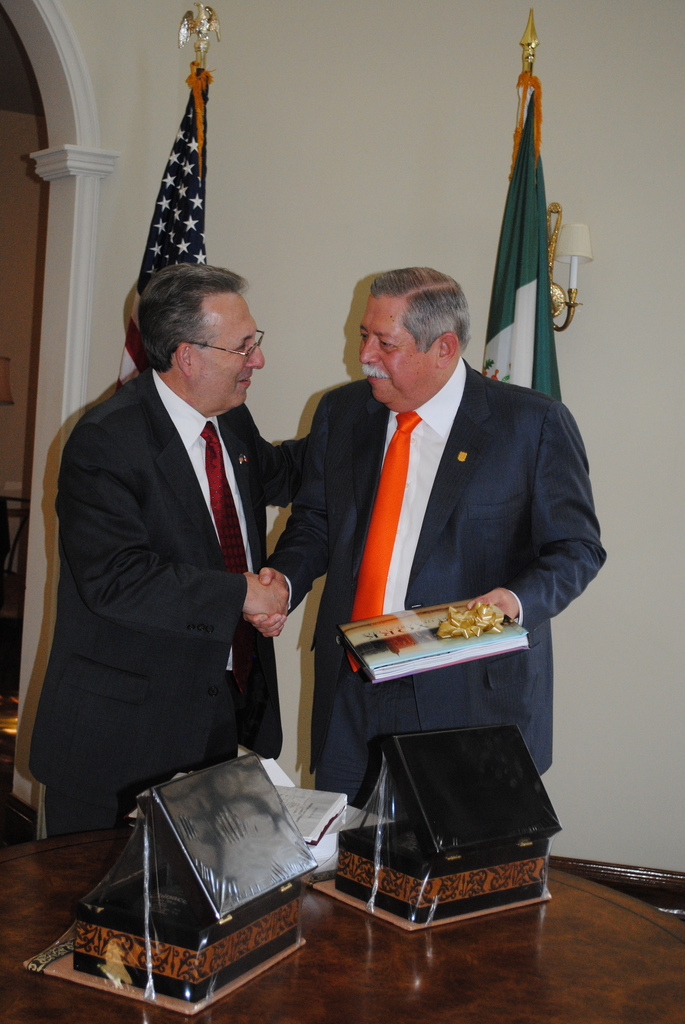
Anthony Wayne i el governadors Egidio Torre Cantú

Aquesta és la llista dels governadors de Tamaulipas. Segons la Constitució Política de l'Estat Lliure i Sobirà de Tamaulipas, l'exercici del Poder Executiu d'aquesta entitat mexicana, es diposita en un sol individu, que es denomina Governador Constitucional de l'Estat Lliure i Sobirà de Tamaulipas i que és elegit per a un període de 6 anys no reeligibles per cap motiu. El període governamental comença el dia 5 de febrer de l'any següent a l'elecció i acaba el 4 de febrer després d'haver transcorregut sis anys. A partir de l'any 2005 el període governamental inicia l'1 de gener, segons cita la reforma a l'article 80 d'aquesta Constitució Política.

## Nuevo Santander
Nuevo Santander és el nom de la província del nord-est de Nova Espanya que abans de la independència de Mèxic era formada pel territori de l'estat de Tamaulipas i Texas del Sud.
1. José de Escandón y Helguera, 31 de maig de 1748–8 d'abril de 1767
2. Juan Fernando de Palacio, 8 d'abril de 1767–20 de gener de 1768
3. José Rubio, 20 de gener de 1768–18 de setembre de 1769
4. Vicente González Santianés, 18 de setembre de 1769–12 d'agost de 1777
5. Francisco de Echegaray, agost de 1777–19 de febrer de 1779
6. Vacant, 19 de febrer de 1779–17 d'abril de 1779
7. Manuel Medina, 17 d'abril de 1779–21 de novembre de 1779
8. Vacant, 21 de novembre de 1779–17 de febrer de 1780
9. Manuel Ignacio de Escandón (1r cop), 17 de febrer de 1780–17 marzo 1781
10. Diego Lazaga, 17 marzo 1781–20 de febrer de 1786
11. Juan Miguel Zozaya, (1r cop) 20 de febrer de 1786–23 de desembre de 1788
12. Melchor Vidal de Lorca, 23 de desembre de 1788–18 de juny de 1789
13. Juan Miguel Zozaya, (2n cop) 20 de juny de 1789–10 de setembre de 1789
14. Manuel Muñoz, 10 de setembre de 1789–10 de juliol de 1790
15. Manuel Ignacio de Escandón, (2n cop) 10 de juliol de 1790–21 de maig de 1800
16. José Blanco, 21 de maig de 1800–de gener de 1802
17. Francisco de Ixart, de gener de 1802–18 d'abril de 1804
18. Pedro de Alba, 18 d'abril de 1804–18 de setembre de 1804
19. Manuel de Iturbe e Iraeta, 18 de setembre de 1804–15 d'abril de 1811
20. Joaquín de Arredondo, 15 d'abril de 1811–1 de maig de 1819
21. Juan Fermín de Janicotena, de setembre de 1811– de setembre de 1812
22. José María Echeagaray, 1 de maig de 1819–7 de juliol de 1821
23. Felipe de la Garza Cisneros, 7 de juliol de 1821–22 de setembre de 1822

L'estat de Tamaulipas va ser creat en 1824, és un dels estats originals de la federació, per la qual cosa al llarg de la seva vida històrica ha passat per tots els sistemes de govern vigents a Mèxic, tant el sistema federal com el sistema central, per la qual cosa la denominació de l'entitat ha variat entre estat i departament; variant juntament amb ella, la denominació del titular del Poder Executiu de l'Estat.
Els individus que han ocupat la Governatura de l'Estat de Tamaulipas, en les seves diferents denominacions, han estat els següents:

## Governadors de l'Estat Lliure i Sobirà de Tamaulipas
- (1922 - 1923): Juan Manuel Ramírez
- (1923): César López de Lara
- (1923 - 1924): Benecio López Padilla
- (1924): Pelayo Quintana
- (1924): Candelario Garza
- (1924 - 1925): Gregorio Garza Salinas
- (1925 - 1927): Emilio Portes Gil
- (1927): Benito Juárez Ochoa
- (1928): Emilio Portes Gil
- (1928 - 1929): Juan Rincón Rincón
- (1929): Emilio Portes Gil
- (1929): Baudelio Villanueva
- (1929): Zeferino Fajardo
- (1929 - 1933): Francisco Castellanos
- (1933): Albino Hernández
- (1933 - 1934): Rafael Villarreal Rodríguez
- (1934): Ramón Rocha Garrido
- (1934 - 1935): Rafael Villarreal Rodríguez
- (1935): Ramón Rocha Garrido
- (1935): Loreto Garza
- (1935): Aniceto Villanueva
- (1935): Jacobo Martínez
- (1935 - 1937): Enrique Luis Canseco
- (1937 - 1940): Marte R. Gómez
- (1940 - 1941): Javier Cruces
- (1941 - 1945): Magdaleno Aguilar
- (1945 - 1947): Hugo Pedro González
- (1947 - 1950): Raúl Gárate
- (1950): Juan Guerrero Villarreal
- (1950 - 1951): Raúl Gárate
- (1951 - 1957): Horacio Terán Zozaya
- (1957 - 1963): Norberto Treviño Zapata
- (1963 - 1969): Práxedis Balboa Gojón
- (1969 - 1975): Manuel A. Ravize
- (1975 - 1981): Enrique Cárdenas González
- (1981 - 1987): Emilio Martínez Manatou
- (1987 - 1993): Américo Villarreal Guerra
- (1993 - 1999): Manuel Cavazos Lerma
- (1999 - 2005): Tomás Yarrington
- (2005 - 2010): Eugenio Hernández Flores
- (2011 - 2016): Egidio Torre Cantú